# Croton antisyphiliticus
Espèce
Croton antisyphiliticus est une espèce de plantes à fleurs du genre Croton et de la famille des Euphorbiaceae, présente du Brésil au Paraguay.
Il a un certain nombre de synonymes :
- Croton antisyphiliticus var. angustifolius Müll.Arg., 1866
- Croton antisyphiliticus var. cordiifolius Müll.Arg., 1865
- Croton antisyphiliticus var. echiifolius Müll.Arg., 1865
- Croton antisyphiliticus var. genuinus Müll.Arg., 1866
- Croton antisyphiliticus var. heterotrichus Müll.Arg., 1873
- Croton antisyphiliticus var. hypoleucus Müll.Arg., 1873
- Croton antisyphiliticus var. intermedius Müll.Arg., 1873
- Croton antisyphiliticus var. latifolius (Baill.) Müll.Arg., 1866
- Croton antisyphiliticus var. minor (Baill.) Müll.Arg., 1866
- Croton antisyphiliticus var. minutulus Müll.Arg., 1873
- Croton antisyphiliticus var. mollis Müll.Arg., 1866
- Croton antisyphiliticus var. nitidulus Müll.Arg., 1873
- Croton antisyphiliticus var. perdicipes Müll.Arg., 1865
- Croton antisyphiliticus var. weddellianus (Baill.) Müll.Arg., 1866
- Croton perdicipes A.St.-Hil., 1827
- Croton perdicipes var. genuinus Baill., 1864
- Croton perdicipes var. latifolius Baill., 1864
- Croton perdicipes var. minor Baill., 1864
- Croton perdicipes var. weddellianus Baill., 1864
- Croton sellowianus (Klotzsch) Baill., 1858
- Croton sellowianus var. cinerascens Müll.Arg.
- Ocalia angustifolia, Klotzsch
- Ocalia cordiifolia Klotzsch
- Ocalia echiifolia Klotzsch
- Ocalia grandifolia Klotzsch
- Ocalia sellowiana, Klotzsch
- Oxydectes antisyphilitica (Mart.) Kuntze
- Oxydectes sellowiana (Klotzsch) Kuntze